# Anna Ella Carroll
Anna Ella Carroll (prop de Pocomoke City, comtat de Somerset, EUA, 29 d'agost de 1815- Washington DC, 19 de febrer de 1894) fou una pamfletista, política i teòrica constitucional que afirmà haver tingut un paper en la determinació de l'estratègia de la Unió durant la Guerra Civil dels Estats Units (1861-65).

## Vida
Anna Ella Carrol fou la major de vuit fills. Nascuda el 29 d'agost de 1815 a la costa oriental de Maryland, filla de Thomas King Carroll, un personatge influent en diversos assumptes de Maryland i que va ser governador entre 1830 i 1831. Des de molt jove, Carroll es va involucrar en les activitats polítiques i legals del seu pare. Educada i entrenada per son pare, gradualment va guanyar l'entrada al món masculí de la política. Durant una època en què no s'esperava que les dones fessin més que escriure sobre política i guerra, Carroll es feu activa en el partit Whig dels Estats Units. Per la seva relació amb el president Taylor i posteriorment el president Fillmore, Carroll va mantenir la seva participació en el desenvolupament del partit. Va escriure cartes als oficials del partit per influir en les decisions polítiques.